# Poziom próchniczny
Poziom próchniczny, również poziom akumulacji próchnicy wierzchni poziom w profilu glebowym, wyróżniający się obecnością mniej lub bardziej rozłożonych szczątków organicznych (roślinnych i zwierzęcych), zwanych próchnicą, korzeni roślin i organizmów glebowych (edafonu).